# Parabahita umbrina
Parabahita umbrina är en insektsart som beskrevs av Rauno E. Linnavuori 1955. Parabahita umbrina ingår i släktet Parabahita och familjen dvärgstritar. Inga underarter finns listade i Catalogue of Life.